# 27396 Shuji
27396 Shuji è un asteroide della fascia principale. Scoperto nel 2000, presenta un'orbita caratterizzata da un semiasse maggiore pari a 3,1967072 au e da un'eccentricità di 0,0847313, inclinata di 22,77780° rispetto all'eclittica.
L'asteroide è dedicato allo scienziato giapponese Shūji Nakamura.